# Groupe métaplectique
En mathématiques, le groupe métaplectique  Mp2n est un revêtement à deux feuillets du groupe symplectique Sp2n. Il peut être défini sur les nombres réels ou sur les nombres nombres p-adiques. De manière plus générale, on peut considérer la construction sur un corps local ou un corps fini arbitraire, voire sur l'anneau des adèles.
Le groupe métaplectique possède une représentation linéaire de dimension infinie particulièrement importante, la représentation de Weil. Elle a été utilisée par André Weil pour donner une interprétation en théorie des représentations de la fonction thêta. Elle joue un rôle important dans la théorie des formes modulaires de poids semi-entier et de la correspondance thêta.

## Définition
Le groupe de Lie symplectique Sp2n(ℝ), ayant ℤ pour groupe fondamental, admet un unique revêtement à deux feuillets connexe, noté Mp2n(ℝ) et appelé groupe métaplectique.
Le groupe métaplectique Mp2(ℝ) n'est pas un groupe de matrices : il n'admet aucune représentation fidèle de dimension finie. Par conséquent, le problème de sa réalisation explicite est non trivial. Il possède toutefois des représentations irréductibles fidèles de dimension infinie, telles que la représentation de Weil décrite ci-dessous.
On peut démontrer que pour tout corps local F différent de ℂ, le groupe symplectique Sp2n(F) admet une extension centrale parfaite unique de noyau le groupe cyclique d'ordre 2 ℤ/2ℤ, appelé groupe métaplectique sur F. C'est l'équivalent algébrique de la notion topologique de revêtement à deux feuillets lorsque F = ℝ. L'approche par la notion d'extension centrale est utile même dans le cas du groupe métaplectique réel car elle permet de décrire l'action du groupe via un cocycle particulier.

## Construction explicite pourn= 1
Pour n = 1, le groupe symplectique coïncide avec le groupe spécial linéaire SL2(ℝ). Le groupe agit de façon biholomorphe par homographies sur le demi-plan de Poincaré :
{\displaystyle g\cdot z={\frac {az+b}{cz+d}}} où {\displaystyle g={\begin{pmatrix}a&b\\c&d\end{pmatrix}}\in \mathrm {SL} _{2}(\mathbb {R} )}
est une matrice 2x2 de déterminant 1 et z appartient au demi-plan de Poincaré. Cette action permet de construire explicitement le revêtement métaplectique de SL2(ℝ).
Les éléments du groupe métaplectique Mp2(ℝ) sont les couples (g, ε), où {\displaystyle g\in \mathrm {SL} _{2}(\mathbb {R} )} et ε est une fonction holomorphe sur le demi-plan de Poincaré vérifiant {\displaystyle \epsilon (z)^{2}=cz+d=j(g,z)}. Le produit est défini par :
{\displaystyle (g_{1},\epsilon _{1})\cdot (g_{2},\epsilon _{2})=(g_{1}g_{2},\epsilon ),}    où {\displaystyle \epsilon (z)=\epsilon _{1}(g_{2}\cdot z)\epsilon _{2}(z).}
Le fait que ce produit est bien défini résulte de l'identité cocyclique {\displaystyle j(g_{1}g_{2},z)=j(g_{1},g_{2}\cdot z)j(g_{2},z)}. L'application
{\displaystyle (g,\epsilon )\mapsto g}
est une surjection de Mp2(R) sur SL2(R) qui n'admet pas de section continue. On obtient par conséquent un revêtement à deux feuillets non trivial de ce dernier groupe.

## Construction de la représentation de Weil
Donnons tout d'abord une justification abstraite de l'existence de la représentation de Weil. Le groupe de Heisenberg possède une représentation unitaire irréductible sur un espace de Hilbert {\displaystyle {\mathcal {H}}} :
{\displaystyle \rho :\mathbb {H} (V)\longrightarrow U({\mathcal {H}})}
où le centre agit comme une constante non nulle. D'après le théorème de Stone–von Neumann, cette représentation est essentiellement unique. En effet, si {\displaystyle \rho '} est une autre représentation de ce type, il existe un automorphisme
{\displaystyle \psi \in U({\mathcal {H}})} tel que {\displaystyle \rho '=\mathrm {Ad} _{\psi }(\rho )}.
et l'automorphisme conjuguant les deux représentations est projectivement unique, c'est-à-dire unique à une constante multiplicative de module 1 près. Donc tout automorphisme du groupe de Heisenberg, induisant l'identité sur le centre, agit sur cette représentation {\displaystyle {\mathcal {H}}}. Pour être précis, l'action n'est définie qu'à la multiplication par une constante non nulle près.
Les automorphismes du groupe de Heisenberg forment le groupe symplectique. Il semblerait donc, à première vue, que l'on ait une action du groupe symplectique sur {\displaystyle {\mathcal {H}}}. Cependant, l'action n'est définie qu'à la multiplication par une constante non nulle près, en d'autres termes, on ne peut envoyer l'automorphisme du groupe que sur la classe {\displaystyle [\psi ]\in PU({\mathcal {H}})}. Nous n'obtenons donc qu'un homomorphisme du groupe symplectique sur le groupe unitaire projectif de {\displaystyle {\mathcal {H}}} ou, en d'autres termes, une représentation projective. La théorie générale des représentations projectives s'applique alors, donnant une action de l'extension centrale du groupe symplectique sur {\displaystyle {\mathcal {H}}}. On vérifie par le calcul que cette extension centrale est un revêtement à deux feuillets du groupe symplectique qui est précisément le groupe métaplectique.
Donnons maintenant une construction plus concrète dans le cas le plus simple, celui de Mp2(ℝ). Dans ce cas, l'espace de Hilbert H est l'espace L2(ℝ). Le groupe de Heisenberg est engendré par les translations et la multiplication par les fonctions eixy de x, pour y réel. L'action du groupe métaplectique sur H est alors engendrée par la transformation de Fourier et la multiplication par les fonctions eix2y.

## Généralisation
André Weil a montré que l'on peut étendre la théorie exposée ci-dessus en remplaçant ℝ par un groupe localement compact arbitraire G isomorphe à son dual de Pontryagin (groupe des caractères). L'espace Hilbert H est alors L2(G). L'analogue du groupe de Heisenberg est le groupe engendré par les translations par les éléments de G, et par les éléments du groupe dual (considérés comme fonctions de G vers le cercle unité). Il existe alors un analogue du groupe symplectique qui agit sur le groupe de Heisenberg, et cette action se relève en une représentation projective sur H. L'extension centrale correspondante du groupe symplectique est appelée groupe métaplectique
Quelques exemples importants de cette construction :
- G un espace vectoriel réel de dimension n. le groupe métaplectique obtenu est un revêtement à deux feuillets du groupe symplectique Sp2n(ℝ).
- G un espace vectoriel sur un corps local F de dimension n arbitraire. On obtient un groupe métaplectique qui est un revêtement à deux feuillets du groupe symplectique Sp2n(F).
- G un module sur l'anneau des adèles d'un corps de nombres (ou d'un corps global quelconque). Utile pour l'approche des formes automorphes dans le cadre de la théorie des représentations.
- G est un groupe fini. Le groupe métaplectique correspondant est alors également fini et le revêtement au-dessus du centre est trivial. Ce cas apparaît dans la théorie des fonctions thêta des réseaux, où G est typiquement le groupe discriminant d'un réseau unimodulaire de type II.
- David Kazhdan a conjecturé l'existence de la représentation de Weil  linéaire  (et non projective) sur un corps fini, à savoir qu'il existe une réalisation canonique de l'espace de Hilbert. Cette réalisation a été construite par Gurevich-Hadani en utilisant la notion d'opérateurs d'entrelacement canoniques proposée par Joseph Bernstein[2].